# Diego Rivero
Diego Alejandro Rivero (Puerto Esperanza, 11 agosto 1981) è un ex calciatore argentino, di ruolo centrocampista.

## Carriera

### Club
Ha giocato nella prima divisione argentina ed in quella messicana.

### Nazionale
Nel 2001 ha conquistato un secondo posto al campionato sudamericano Under-20.

## Palmarès

### Club

#### Competizioni nazionali
- Campionato argentino: 1

Boca Juniors: Apertura 2011